# Brion Gysin
Brion Gysin (ur. 19 stycznia 1916  – zm. 13 lipca 1986) – kanadyjski malarz, pisarz, poeta dźwięku, performer i artysta multimedialny.

Brion Gysin rozpoczął karierę jako malarz w Paryżu, studiując na Sorbonie. W 1935 r. jego prace były wystawiane z dziełami: Arpa, Bellmera, Braunera, Chirico, Dalego, Duchampa, Ernsta, Magritte'a, Miro, Picassa, Raya, Tanguya w Galerie Quatre Chemins (Paryż). W 1939 r. wyjechał do Nowego Jorku. Podczas II wojny światowej uczył się języka japońskiego i pracował jako łamacz kodów. Kaligrafia japońska i arabska wpłynęła na styl jego glifów słownych i graficznych. Paul Bowles zaprosił go do Tangeru, gdzie mieszkał przez 25 lat. Następnie przeniósł się do Paryża. Tam tworzył do swojej śmierci. W latach 60. XX w. stworzył Dreamachine, którą opisał jako „jedyne dzieło sztuki zaprojektowane do oglądania przy zamkniętych oczach” i „psychodeliczne doznanie bez narkotyków”. Jego prace znajdują się w zbiorach: Museum of Modern Art w Nowym Jorku; Museum of Fine Arts w Bostonie; Centre Pompidou i City of Paris Museum of Modern Art w Paryżu; oraz w licznych kolekcjach prywatnych. Prowadził badania nad mistycyzmem, scjentologią, kabalizmem, rytuałami i sufizmem. 

## Przypisy

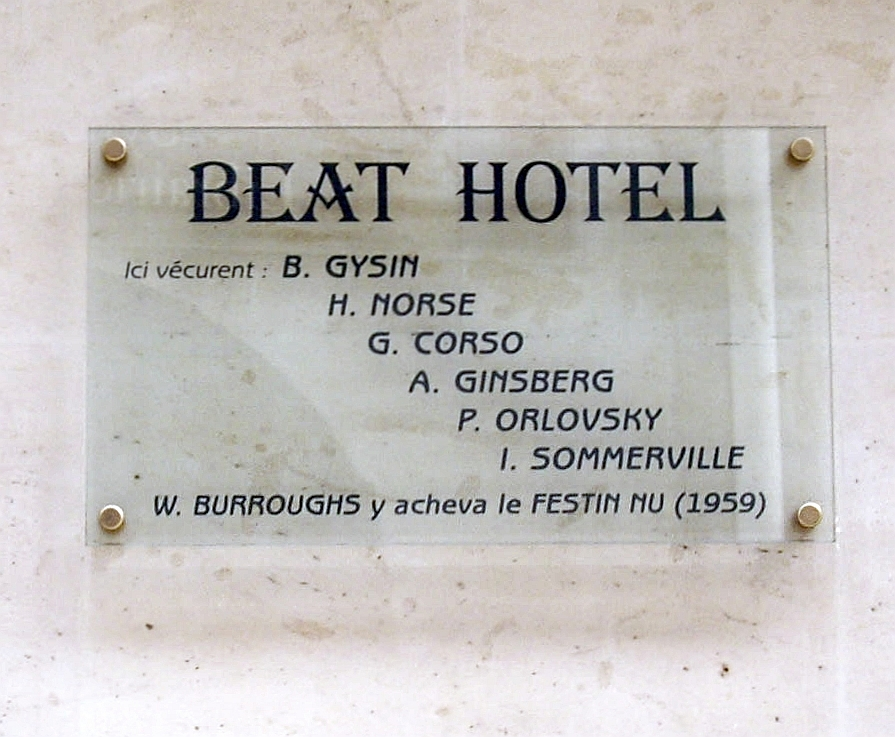
Tablica przy Rue Gît-le-Cœur w Paryżu, na cześć najsłynniejszych mieszkańców hotelu